# Заречье (Сортавальский район)
Заре́чье — посёлок в составе Сортавальского городского поселения Сортавальского района Республики Карелия.

## Общие сведения
Расположен на северо-восточном берегу озера Ляппяярви.

## Население
| 2002 | 2009 | 2010 | 2013 |
| ---- | ---- | ---- | ---- |
| 53   | ↘35  | ↗43  | ↗49  |